# 장병의 시간
《장병의 시간》은 대한민국의 방송국 기독교방송의 라디오 채널 CBS 표준FM에서 매주 일요일 밤 8시 35분 ~ 9시까지 방송하는 라디오 프로그램이다. 국군 장병들을 위한 설교 방송으로 국방부 군종정책실에서 담당하며 설교는 부대 내 교회 군종목사가 진행하며 이 프로그램은 일부지역 자체방송이다. (매주 바뀜) 단, 이 프로그램은 모두 전국방송이다.

## 담당 목사
- 국방부 군종정책실

## 같이 보기
- CBS 표준FM

| CBS 표준FM           |                      |                      |
| 이전                 | 장병의 시간 (일)     | 다음                 |
| 새롭게 하소서 (일)   | 장병의 시간 (일)     | 사랑의 동산          |
| 밤 8시 ~ 밤 8시 35분 | 밤 8시 35분 ~ 밤 9시 | 밤 9시 ~ 밤 9시 35분 |
|                      |                      |                      |

| 부산CBS 표준FM       |                      |                      |
| 이전                 | 장병의 시간 (일)     | 다음                 |
| 새롭게 하소서 (일)   | 장병의 시간 (일)     | 은혜의 시간          |
| 밤 8시 ~ 밤 8시 35분 | 밤 8시 35분 ~ 밤 9시 | 밤 9시 ~ 밤 9시 35분 |
|                      |                      |                      |

| 경남CBS 표준FM       |                      |                      |
| 이전                 | 장병의 시간 (일)     | 다음                 |
| 새롭게 하소서 (일)   | 장병의 시간 (일)     | 사랑의 동산          |
| 밤 8시 ~ 밤 8시 35분 | 밤 8시 35분 ~ 밤 9시 | 밤 9시 ~ 밤 9시 35분 |
|                      |                      |                      |

| 대구CBS 표준FM       |                      |                      |
| 이전                 | 장병의 시간 (일)     | 다음                 |
| 새롭게 하소서 (일)   | 장병의 시간 (일)     | 대구 중앙의 시간     |
| 밤 8시 ~ 밤 8시 35분 | 밤 8시 35분 ~ 밤 9시 | 밤 9시 ~ 밤 9시 35분 |
|                      |                      |                      |